# Холл, Кит
Кит Холл (англ. Keith R. Hall; род. 30 июня 1947, Роквилл-Сентер, штат Нью-Йорк, США) — двенадцатый директор Национального управления военно-космической разведки США (УНР; 1997—2001).
Холл был назначен директором УНР в 1996 году, и сразу же представил реформы финансового управления, основой которых стала единая система бухгалтерского учёта УНР. Он также созвал независимую группу экспертов из обороны, разведки и корпоративных секторов, чтобы оценить будущее УНР.
Приведя УНР в положение финансовой устойчивости, Холл увеличил доверие к организации, национализировал большую её часть и сделал подрядным научно-инновационным центром. Он укрепил приверженность УНР к передовым исследованиям и разработке революционной архитектуры военно-космической разведки. После службы в УНР, Холл стал старшим вице-президентом компании Booz Allen Hamilton.

## Цитаты
«Что касается господства в космосе, оно у нас имеется, оно нам нравится, и мы собираемся его удержать».